# Бекасово-Центральное
Бекасово-Центральное — остановочный пункт, расположена на 238 км Большого кольца Московской железной дороги (участок Бекасово I — Столбовая), в поселении Киевский Троицкого округа Москвы. Находится вблизи центра сортировочной станции Бекасово-Сортировочное, основные парки которой находятся к северо-востоку, востоку и юго-востоку.

## Описание
На остановочном пункте две низкие боковые платформы и, соответственно, два пути. Платформа направлением на Бекасово I / Москву (№ 1) содержит небольшую крытую часть, платформа на Кресты / Детково (№ 2) без строений. Вторая платформа узкая, на 5 вагонов, первая почти в два раза длиннее, широкая. Переход между платформами — только по настилу в центре первой / у торца второй платформы. Для поездок билеты приобретаются в электропоезде у разъездных кассиров.
Электропоезда могут прибывать на неправильный путь, это объявляется дополнительно по громкой связи (номер платформы).
В отдалении на северо-восток и восток находится Сортировочная горка и Парк «С» станции Бекасово-Сорт., а также Центральный пост. От станции на северо-восток можно выйти на дорогу, идущую вдоль путей — на северо-запад к паркам «Б» и «А» и пл. Бекасово-Сорт. и к переезду на другую сторону на дорогу, также параллельно путям к пл. Бекасово-Сорт. На юго-восток дорога продолжается вдоль дальнейшего участка Большого кольца — платформ 240 км и 241 км.
Бекасово-Центральное является главным пунктом управления всего Бекасовского узла. Здесь находится Центральный Пост Управления, начальник всего Бекасово-Сорт., главный диспетчер сортировочной горки, Служба Движения (ДС), а также железнодорожные подразделения ПЧ-18, локомотивное депо ТЧЭ-23 (за парком «С») и др.

## Расписание и направления движения
Остановка обслуживается электропоездами моторвагонного депо ТЧ-20 Апрелевка Киевского направления МЖД. Останавливаются все проходящие электропоезда.
- Сейчас через платформу проходят следующие поезда: Поварово-2 - Кубинка-2 - Детково (2 пары по будням, 3 — по выходным), Яганово - Бекасово-1 (3 пары), Москва-Киевская - Кресты (2 пары по будням, 3 — по выходным); Калуга-1 - Кресты (1 пара). До Поварово-2 сообщение введено с лета 2011 года
- «Прямые» электропоезда по Большому кольцу с выходом на радиальное Киевское направление (2 пары в день (3 летом) от/в Москву, 1-2 раза из Апрелевки, 4 раза в Апрелевку), в/из Калуги-1 (1 пара в день). При этом поезда в сторону Москвы (и только в ту сторону) следуют без захода в Бекасово I, по пятой соединительной ветке. До Москвы — примерно 1 час 25 мин. Обратно — 1 час 35 мин. — 1 час 45 мин.

До конца 90-х частота хождения электропоездов по Большому кольцу в расписании была более интенсивной. Сокращение произошло из-за уменьшения пассажиропотока, а также возросших приоритета и потока грузовых поездов для обработки сортировочным узлом. Например, часть электропоездов — как «прямых», так и по Большому кольцу не доезжает до платформы Бекасово-Центральное, так как имеют конечной предыдущую пл. Бекасово-Сорт. — под обслуживание жителей пос. Киевский, не связанное с поездкой на работу в Бекасово-Центральное; такое расписание позволяет лишний раз не нагружать дальнейший ход Большого кольца и не «возить воздух».

## Факты
- Далее на юго-восток по Большому кольцу идёт однопутный участок (II путь) пассажирского движения вдоль платформ 240 км и 241 км, который становится двухпутным только после конца Парка «В» станции Бекасово-Сорт. и примыкания всех путей станции к главному ходу. Расписание электропоездов составлено так, чтобы этот участок был разделён по времени между поездами разного направления. Но из-за непредсказуемого более приоритетного потока грузовых поездов расписание электропоездов может сбиваться, могут быть сильные опоздания. В том числе опоздания одних электропоездов влияют на другие электропоезда и т. д.
- На северо-востоке, с другой стороны Парка «С» станции Бекасово-Сорт. (за цистернами с топливом), вдоль I главного пути ранее находилась заброшенная заросшая пассажирская платформа. Предполагалось, что электропоезда в сторону Бекасово I будут проходить там, но, по крайней мере, с начала 80-х эта платформа не использовалась. Выход к ней осуществлялся с автомобильной дороги к локомотивному депо. Снесена в связи с капитальной реконструкцией I главного пути 12-14 августа 2013 года.

## Галерея
| - Заброшенная платформа у I главного пути, май 2013 |